# Шу, шу (албум)
„Шу, шу” је трећи албум Бубе Мирановић, издат 1992. године. 

## Списак песама
1. Шу, шу 
(З. Тимотијевић - П. Ивановић)
2. О, зашто боже 
(З. Тодоровић - С. Поповић)
3. Кад сам ти усне уснама дотакла 
(М. Јанковић - Б. Бекић)
4. Ех да ми је моћ 
(М. Станојевић - М. Антонић)
5. Дођи да се зезамо 
(М. Васић - Р. Крстић)
6. Хеј, реци коме 
(М. Туцаковић - А. Радуловић)
7. Миле 
(Г. Гавриловић - А. Радуловић)
8. Богиња твоја 
(М. Станојевић - М. Антонић)
9. Тебе волим ја 
(Бата Павловић - З. Тимотић)